# デュアン・マイケルズ
デュアン・マイケルズ (ドウェイン・マイケルズ、Duane Michals、1932年2月18日生まれ)は、アメリカ合衆国の写真家である。同性愛者。彼の作品は、その革新性と芸術的技巧性により知られている。マイケルズのスタイルは、フォトシークエンスを構成することと、情緒及び哲学を省察した文章の取り込みとを特色することが多く、その結果として独特な作品が形成されている。
マイケルズはペンシルベニア州マッキーズポートで成長し、1953年にデンバー大学を卒業した。1956年、グラフィック・デザイナーになるためにデザインを学ぼうとしてパーソンズ・スクール・オブ・デザイン (Parsons School of Design) に入学するも中退、1958年休暇の旅行で訪れたソ連で、写真への興味に目覚めた。この旅行中に撮られた写真により、彼の写真の初の展示会が、1963年ニューヨーク市のアンダーグラウンド・ギャラリーで開かれた。
数年の間、マイケルズは商業写真家として働き、「エスクァイア」(Esquire) や「マドモアゼル」(Mademoiselle) に作品を提供したり、また1974年には、「グレート・ギャツビー」の映画化に際して「ヴォーグ」の特集記事を担当した。彼はスタジオを持たず、人物を「環境」の中においてポートレートを撮影した。これは、リチャード・アヴェドン (Richard Avedon) やアーヴィング・ペン (Irving Penn) などの他の写真家の手法とは対照的なものであった。1968年、マイケルズはメキシコ政府から同年のメキシコシティオリンピックの写真記録を委嘱された。1970年、彼の作品はニューヨーク近代美術館に展示された。
彼の写真集 Album は、1958年から1988年にかけて撮影されたポートレートがもとになっている。
1976年、マイケルズには全米芸術基金 (National Endowment for the Arts) からの助成が認められた。また、彼は、1983年にはポリスのアルバム「シンクロニシティ」の、1993年にはリチャード・バロン (Richard Barone) のアルバム Clouds Over Eden の制作に協力した。

## 参考サイト
- Cotter, J. A. Duane Michals, photo insider (フォト・インサイダー:「デュアン・マイケルズ特集記事」)
- Svede, M. A. Michals, Duane (b. 1932). Gay, Lesbian and Transgendered Encyclopedia. (ゲイ・レスビアン・トラスジェンダー百科事典「デュアン・マイケルズ」
- Vettese, J. Duane Michals Biography (デュアン・マイケルズ伝記)

## 映画及びビデオ
- Duane Michals [DVD] 監督: Edgar B. Howard 及び Theodore R. Haimes. 1978年, 14分, モノクロ/カラー. ニューヨーク: チェッカーボード・フィルム・ファウンデーション (Checkerboard Film Foundation)